# Freeden Bank
Le Freeden-Bank est un Submarine bank (en) (banc submergé) de l'Antarctique en Mer de Weddell sur la Côte de Luitpold.

## Histoire
Le banc a été nommé en hommage à Wilhelm von Freeden, nom adopté en juin 1997 par l' United States Board on Geographic Names. 